# Kouma
Kouma is een geslacht van haften (Ephemeroptera) uit de familie Leptophlebiidae.

## Soorten
Het geslacht Kouma omvat de volgende soorten:
- Kouma adusta
- Kouma annulata
- Kouma aurata
- Kouma becki